# Pandanus ijzermannii
Pandanus ijzermannii là một loài thực vật có hoa trong họ Dứa dại. Loài này được Boerl. & Koord. miêu tả khoa học đầu tiên năm 1910.